# الطيطوي (فلم)
الطيطوي (بالإنجليزية: The Sandpiper) هو فيلم دراما تم إنتاجه في الولايات المتحدة وصدر في سنة 1965.

## طاقم التمثيل
- إليزابيث تايلور
- ريتشارد برتون
- تشارلز برونسون

### ترشيحات وجوائز
| السنة | الحدث  | الفئة      | النتيجة |
| ----- | ------ | ---------- | ------- |
|       | أوسكار | أفضل أغنية | فوز     |

## الميزانية والإيرادات
بلغت تكلفة إنتاج الفيلم حوالي 5.3 مليون دولار بينما حقق أرباحا تقدر بـ 13,691,111 دولار.

## وصلات خارجية
- مقالات تستعمل روابط فنية بلا صلة مع ويكي بيانات

1. ↑  "معلومات عن الطيطوي (فيلم) على موقع moviemeter.nl". moviemeter.nl. مؤرشف من الأصل في 2016-03-05.
2. ↑  "معلومات عن الطيطوي (فيلم) على موقع collections.cinematheque.qc.ca". collections.cinematheque.qc.ca. مؤرشف من الأصل في 2019-09-26.
3. ↑  "معلومات عن الطيطوي (فيلم) على موقع kinenote.com". kinenote.com. مؤرشف من الأصل في 2016-03-05.